# Шайхет Аркадій Самійлович
Аркадій Самійлович Шайхет (уроджений — Абрам Шойхет, нар. 28 серпня [9 вересня] 1898, Миколаїв, Херсонська губернія, Російська імперія — пом. 18 листопада 1959, Москва, СРСР) — радянський фотограф, один з основоположників радянського фоторепортажу, майстер документальної фотографії.

## Життєпис
Народився 28 серпня (9 вересня) 1898 у Миколаєві (нині Україна) в небагатій вірмено-єврейській родині: батько торгував бочковим пивом, мати тримала невелику білошвейну майстерню.
Закінчив 4 класи початкової школи. Не зміг вступити до гімназії через чинний у ті роки освітній ценз для євреїв, тому почав працювати підручним слюсаря на Миколаївському суднобудівному заводі.
В Громадянську війну служив у Червоній армії в духовому оркестрі. Під час служби переніс важкий висипний тиф з ускладненням на серце.
Протягом 1922—1924 років працював ретушером у приватній фотографії «Рембрандт» у Москві, розташованій на Сретенці. Саме в цей час видатний радянський чиновник, відповідальний секретар РОСТА Дмитро Бразуль, розгледів в А. Шайхеті схильність до творчості, порадив йому звернути увагу на жанр фоторепортажу, що справило вирішальний вплив на його подальший життєвий шлях. Незабаром перші фотографії Шайхета з'явилися в популярній тоді «Робітничій газеті» (ілюстрований додаток «Екран»).
Влітку 1923 року його запросили до редакції щотижневого журналу «Московський пролетар», і протягом кількох наступних років його фотографії прикрашали обкладинку і центральний розворот цього видання.
ВІд 1924 року співпрацював з журналами («Вогник», «СРСР на будівництві», «Наші досягнення»), створивши в своїх репортажах фотолітопис перших п'ятирічок.

За дорученням редакції знімав похорон Леніна. У січневий мороз він встиг зробити тільки 2 кадри, далі відмовив замерзлий затвор. Того ж року зробив перший фоторепортаж з першотравневого параду. Саме починаючи з цих фотографій він починає використовувати діагональну побудову кадру, що пізніше стала однією з відмінних рис його стилю.
1925 року Шайхет в «Огоньку» публікує серію знімків, присвячених завершенню будівництва Шатурської ТЕЦ. Серед них були фотографії, які стали символічними: «Лампочка Ілліча» і «Відкриття Шатурської електростанції».
Навесні 1926 року брав участь у першій виставці фоторепортажу, організованій Асоціацією московських фоторепортерів.
24 червня 1927 року заарештований органами НКВС за помилковим доносом, перебував у Бутирській в'язниці. В ОДПУ на допиті йому пред'явили звинувачення в тому, що він «викривається в переданні за винагороду польській дипустанові фотографій, що не підлягають розголошенню за кордоном». Звільнений під підписку про явку до слідчого. Реабілітований 2006 року.
1928 року брав участь у грандіозній всесоюзній фотовиставці «Радянська фотографія за 10 років», що експонувалася в залах колишнього Мисливського клубу на Воздвиженці, а в січні 1930 року відкрито виставку фотографів «Огонька», зокрема й Шайхета (того ж року показана в Лондоні).
Влітку 1931 року Товариство друзів СРСР в Австрії вирішило влаштувати експозицію фотографій, що відбивають хід соціалістичного будівництва в СРСР. Спеціальний розділ склала серія «День московської робочої сім'ї». Роботу зі знімання робочої сім'ї металіста Філіппова виконала бригада в складі фотографів А. Шайхета, М. Альперта, С. Тулеса і керівника-редактора Л. Межерича. Після виставки комуністичний німецький тижневик «Arbeiter-Illustrierte-Zeitung» присвятив матеріалу окремий номер під назвою «24 години з життя московської робочої сім'ї», який викликав фурор у Німеччині та Австрії. Півмільйонний тираж тижневика швидко розійшовся, і його надрукували вдруге.
У квітні 1934 року знімав зустріч челюскінців для газети «Правда».
Був одним із 23 учасників виставки майстрів радянського фотомистецтва, що відбулася в Москві влітку 1935 року.

Від 1938 року працював в «Ілюстрованій газеті». Широко відома символічна фотографія А. Шайхета «Експрес» 1939 року.
Під час Німецько-радянської війни багато знімав на фронті як кореспондент газети «Фронтова ілюстрація». Фотографії Шайхета публікувалися в газетах «Правда», «Червона зірка», «Комсомольська правда». Фотографував військові дії на різних фронтах, зокрема під Москвою, під Сталінградом, на Курській дузі, під час взяття Берліна. За свідченнями очевидців, знімав на передовій, брав участь у боях.
1944 року за подвиг під Кенігсбергом відзначений бойовим орденом Червоного Прапора: на редакційній машині разом з водієм Аркадій Шайхет вивіз поранених з поля бою.
Фотографував зустріч переможців на Білоруському вокзалі влітку 1945 року.
У повоєнні роки з перервами знову працював у журналі «Огонёк»: за цей час пережив 3 інфаркти.
Помер 18 листопада 1959 року від 4-го інфаркту під час знімання для журналу «Юний технік».
Похований у Москві на Вірменському кладовищі.

## Нагороди
- Орден Червоного Прапора (19.5.1944)[4]
- Орден Вітчизняної війни II ступеня (20.9.1945; був представлений до ордена Червоної Зірки)[5]
- Медаль «За оборону Москви»
- Медаль «За оборону Сталінграда»
- Медаль «За взяття Берліна»
- Медаль «За перемогу над Німеччиною у Великій Вітчизняній війні 1941—1945 рр.»

## Персональні виставки
- 2012 — «Аркадій Шайхет. Продовження. 1928—1931»[6] Мультимедіа Арт Музей, Москва[ru].
- 2014 — «Аркадій Шайхет. Фотографії 1932—1941» Мультимедіа Арт Музей, Москва.
- 11.III—10.IV.2016 — «Аркадій Шайхет. 1945—1959. Епізод 4-й» Мультимедіа Арт Музей, Москва[7].

## Книги робіт A. С. Шайхета
- Альбом Аркадія Шайхета з серії «ФОТОГРАФІЧНА СПАДЩИНА» Видавництво «Арт-Родник» 2007.

## Книги з використанням робіт A. Шайхета
- «Антологія Радянської фотографії, 1917—1940» Видавництво ПЛАНЕТА, Москва 1986
- «Антологія Радянської фотографії, 1941—1945» Видавництво ПЛАНЕТА, Москва 1987
- PROPAGANDA & DREAMS, Edition Stemmle 1999 ISBN 3-908161-80-0